# Music Station
Music Station (jap. ミュージックステーション Myūjikku Sutēshon) – japoński muzyczny program telewizyjny po raz pierwszy zrealizowany 24 października 1986 roku w telewizji TV Asahi.